# تروي ديفيس (لاعب كرة قدم أمريكية)
تروي ديفيس (بالإنجليزية: Troy Davis)‏ هو لاعب كرة قدم أمريكية أمريكي، ولد في 6 يناير 1991 في لورينسفيل في الولايات المتحدة.

## وصلات خارجية
- تروي ديفيس على موقع مرجع كرة القدم المحترفة.كوم (الإنجليزية)